# Вид Гадзади
«Вид Гадзади» (італ. Veduta di Gazzada) — картина італійського живописця Бернардо Беллотто (1720—1780), представника венеціанської школи. Створена у 1744 році. З 1831 року зберігається в колекції Пінакотеки Брера у Мілані.

## Опис
У 1744 році Беллотто здійснив довготривалу подорож по Італії. Дві картини, що зберігаються у Пінакотеці Брера, «Вілла Мельці в Гадзаді біля озера Варезе» і «Вид Гадзади», художник очевидно створював як пару.
На картині зображене селище Гадзада, яке виникло навколо церкви, розташована біля оточеного лісами озера Варезе. Скромний сільський краєвид значно відрізняється від монументальних і жвавих каналів Венеції, які Беллотто зображував раніше, пробуючи свої сили, слідуючи вказівкам Каналетто. Навіть якщо Беллотто у майбутньому писав переважно міські вілли, цей пейзаж є свідченням самобутнього сприйняття природи художника. Невибаглива архітектура, зворушлива простота оточення ретельно підсвітлені, у той час як крони дерев змальовані зі спокійною точністю у зелених і коричневих тонах.
Полотно створює враження пленерного живопису, втім художник дотримувався практики Каналетто: тобто з великою ретельністю писав з натури, а потім допрацьовував картину у майстерні.